# Azerbajdzjans herrlandslag i fotboll

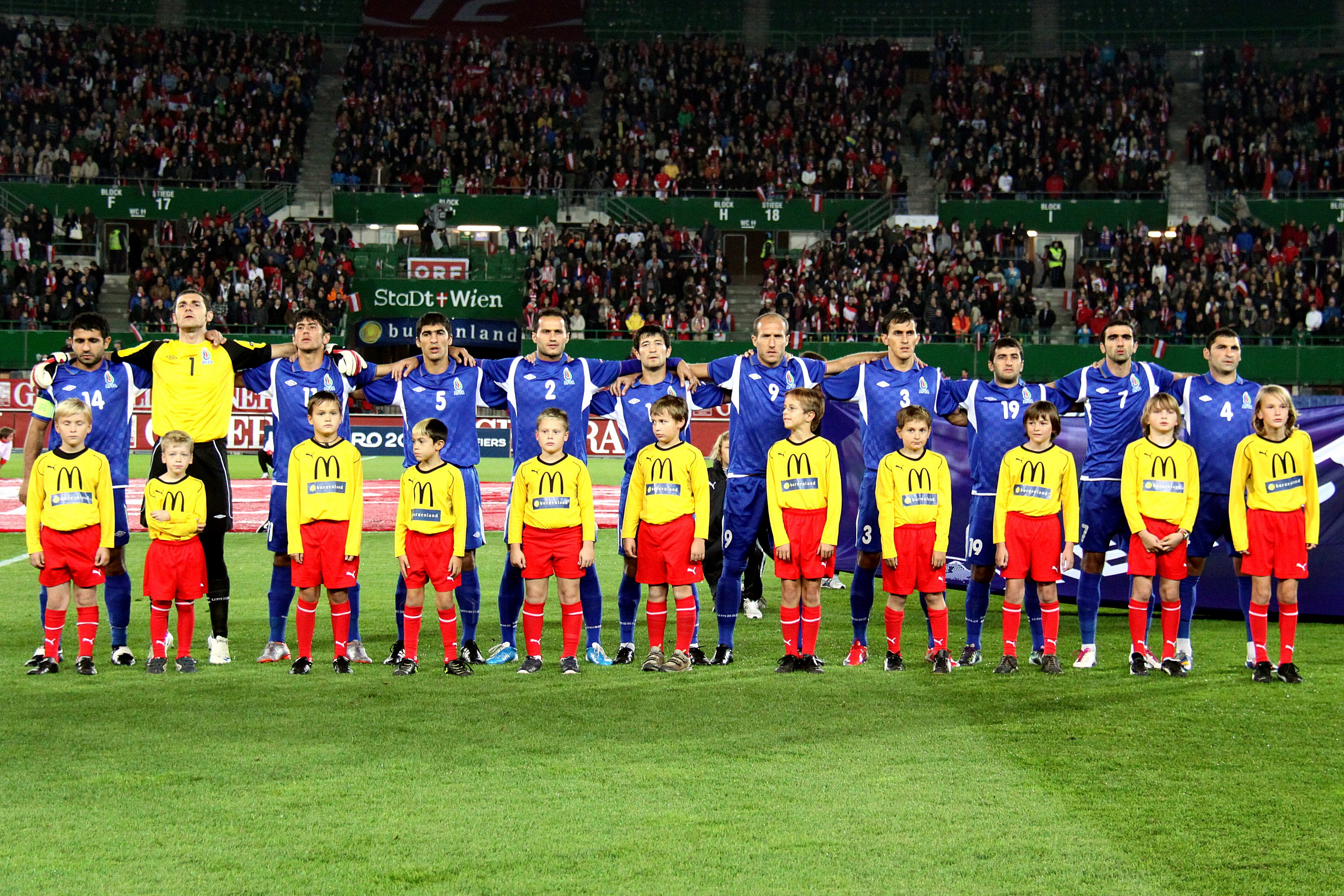
Azerbajdzjan (2010-10-08)

Azerbajdzjans herrlandslag i fotboll representerar Azerbajdzjan i fotboll för herrar.

## Historik
Azerbajdzjans fotbollsförbund bildades 1992 efter Azerbajdzjans självständighetsförklarande från Sovjetunionen och är sedan 1994 medlem av Fifa och Uefa. Azerbajdzjans landslag bildades redan 1927 och spelade sin första träningsmatch borta mot Georgien där de spelade lika, 1–1.
Det var först när Azerbajdzjans fotbollsförbund bildades som de började delta i internationella turneringar.
Den första internationella träningsmatchen spelades den 17 september 1992 borta mot Georgien i Gurdzjaani, en match där Azerbajdzjan förlorade med 3-6.
Azerbajdzjan är rankade som 45:e land av 55 länder i Europa enligt FIFA:s världsranking.

## Skrällar
| Datum             | Spelplats   | Motståndare            | Resultat | Typ av match  |
| ----------------- | ----------- | ---------------------- | -------- | ------------- |
| 3 juni 1994       | Baku        | Turkiet                | 0 – 0    | Vänskapsmatch |
| 15 november 1995  | Trabzon     | Polen                  | 0 – 0    | EM Kval 1996  |
| 31 augusti 1996   | Baku        | Schweiz                | 1 – 0    | VM Kval 1998  |
| 26 juni 1998      | Viljandi    | Litauen                | 2 – 1    | Vänskapsmatch |
| 12 augusti 1998   | Ganja       | Georgien               | 1 – 0    | Vänskapsmatch |
| 3 september 1999  | Baku        | Portugal               | 1 – 1    | EM Kval 1998  |
| 25 februari 2001  | Albena      | Vitryssland            | 1 – 0    | Vänskapsmatch |
| 6 juni 2001       | Baku        | Slovakien              | 2 – 0    | VM Kval 2002  |
| 8 augusti 2002    | Tabriz      | Iran                   | 1 – 1    | Vänskapsmatch |
| 21 augusti 2002   | Baku        | Uzbekistan             | 2 – 0    | Vänskapsmatch |
| 12 februari 2003  | Podgorica   | Serbien och Montenegro | 2 – 2    | EM Kval 2004  |
| 11 juni 2003      | Baku        | Serbien och Montenegro | 2 – 1    | EM Kval 2004  |
| 14 december 2003  | Dubai       | Förenade arabemiraten  | 3 – 3    | Vänskapsmatch |
| 28 april 2004     | Almaty      | Kazakstan              | 3 – 2    | Vänskapsmatch |
| 28 maj 2004       | Baku        | Uzbekistan             | 3 – 1    | Vänskapsmatch |
| 6 juni 2004       | Riga        | Lettland               | 2 – 2    | Vänskapsmatch |
| 18 augusti 2004   | Amman       | Jordanien              | 1 – 1    | Vänskapsmatch |
| 4 september 2004  | Baku        | Wales                  | 1 – 1    | VM Kval 2006  |
| 17 november 2004  | Baku        | Bulgarien              | 0 – 0    | Vänskapsmatch |
| 7 september 2005  | Baku        | Österrike              | 0 – 0    | VM Kval 2006  |
| 28 februari 2006  | Baku        | Ukraina                | 0 – 0    | Vänskapsmatch |
| 12 april 2006     | Baku        | Turkiet                | 1 – 1    | Vänskapsmatch |
| 7 februari 2007   | Qarshi      | Uzbekistan             | 0 – 0    | Vänskapsmatch |
| 7 mars 2007       | Shymkent    | Uzbekistan             | 1 – 0    | Vänskapsmatch |
| 28 mars 2007      | Baku        | Finland                | 1 – 0    | EM Kval 2008  |
| 12 september 2007 | Baku        | Georgien               | 1 – 1    | Vänskapsmatch |
| 20 augusti 2008   | Reykjavik   | Island                 | 1 – 1    | Vänskapsmatch |
| 15 oktober 2008   | Manama      | Bahrain                | 2 – 1    | Vänskapsmatch |
| 1 februari 2009   | Dubai       | Uzbekistan             | 1 – 1    | Vänskapsmatch |
| 11 februari 2009  | Kuwait City | Kuwait                 | 1 – 1    | Vänskapsmatch |
| 14 oktober 2009   | Baku        | Ryssland               | 1 – 1    | VM Kval 2010  |
| 18 november 2009  | Al Ain City | Tjeckien               | 2 – 0    | Vänskapsmatch |
| 25 februari 2010  | Amman       | Jordanien              | 2 – 0    | Vänskapsmatch |
| 12 oktober 2010   | Baku        | Turkiet                | 1 – 0    | EM-kval 2012  |

## Kvalhistoria
Europamästerskapet 1996

Azerbajdzjans första kval någonsin till ett europamästerskap var när de kvalade till EM 1996. Framgångarna uteblev och man skrev in sig i historieboken med sin förlust mot Frankrike med 0-10. Azerbajdzjan tog sin första kvalpoäng någonsin när de mötte Polen hemma den 15 september 1995, matchen slutade 0-0. 

Världsmästerskapet 1998

Första kvalet till ett världsmästerskap någonsin för Azerbajdzjan men det blev inga större framgångar. Enda poängen som man lyckades få var när man mötte Schweiz hemma den 31 augusti 1996, man vann med 1-0. Azerbajdzjan slutade sist i gruppen.

Europamästerskapet 2000

I kvalet till EM 2000 så lyckades man ta sin första EM-Kvalseger när de hemmaslog Liechtenstein med 4-0, den 6 juni 1999. Azerbajdzjan stod även för en av de större skrällarna när de spelade lika hemma mot Portugal, matchen spelades den 4 september 1999 och slutade 1-1. Man slapp jumboplatsen i kvalet och slutade näst sist, endast med Liechtenstein bakom sig.

Världsmästerskapet 2002

Även i detta kval så lyckades inte Azerbajdzjan att åstadkomma något större. De vann dock mot Slovakien hemma den 6 juni 2001 med 2-0, denna seger ses som en av det största händelserna i Azerbajdzjans fotbollshistoria. Även detta kval slutade man sist i gruppen. 

Europamästerskapet 2004

I kvalet till EM 2004 lyckades Azerbajdzjan att ta fyra poäng, samtliga mot Serbien och Montenegro, 2-2 borta och 2-1 hemma. 12 februari 2003 blev Azerbajdzjan de första som någonsin mött Serbien och Montenegro då Jugoslavien upphörde den 4 februari 2003, och Serbien och Montenegro bildades.

Världsmästerskapet 2006

I kvalet till VM 2006 lyckades Azerbajdzjan spela ihop tre poäng. De tre poängen kom genom tre oavgjorda matcher, hemma mot Wales, hemma mot Nordirland och hemma mot Österrike. Anmärkningsvärt är förlustmatchen borta mot Polen med hela 0–8 den 26 mars 2005. 

Europamästerskapet 2008

I kvalet till EM 2008 nådde man inga större framgångar, en vinst över Finland med 1-0 och två oavgjorda matcher var de poäng som man plockade på sig. Man gick miste om sex eventuella poäng när man vägrade spela borta mot Armenien på grund av olika skäl, då gick UEFA in och bestämde att båda matcherna lagen emellan skulle ställas in och inte spelas. Båda lagen gick därmed miste om sex eventuella poäng och man spelade endast 12 matcher istället för de tänkta 14.
Världsmästerskapet 2010

I kvalet till VM 2010 spelade inte Azebajdzjan till stora framgångar. Den enda skrällen var 1-1 hemma mot Ryssland, men de enda poängen man spelade ihop var poängen mot Ryssland samt fyra poäng mot Liechtenstein. Men till sist lyckades man i alla fall slippa sistaplatsen. 

Europamästerskapet 2012

Azerbajdzjan började kvalet dåligt. Första matchen blev en stor förlust mot Tyskland med hela 1-6. Följande match slutade 3-0 till Österrike. Sedan skrällvann azererna mot Turkiet med 1-0 som Sadygov gav i 38:e matchminuten. Azererna skrällde även mot Belgien på hemmaplan med 1-1 och därpå en vinst mot Kazakstan med 3-2. Azerbajdzjan fick ihop totalt 7p. Näst sist före Kazakstan. 

Världsmästerskapet 2014

Azerbajdzjan kom på 4:e av 6:e plats i kvalspelet till VM 2014 i deras grupp. Man skrapade ihop hela 9p. Sex av dem var oavgjorda matcher mot Israel, Nordirland, Ryssland och Luxemburg. Man vann en match mot Nordirland där man vann med 2-0.
Europamästerskapet 2016

Azerbajdzjan vann en match och fick tre oavgjorda i sitt EM-kval. De oavgjorda var mot Norge och Malta. Man vann mot Malta med 2-0 på hemmaplan.
Världsmästerskapet 2018

Azerbajdzjan slutade näst sist i sin grupp, trots ett bra kval. Man vann San Marino i båda möten samt Norge på hemmaplan. Mot Tjeckien tog man en pinne på bortaplan. 
Europamästerskapet 2020

Azerbajdzjan slutade sist i sin grupp med endast ett poäng. Man tog en pinne mot VM-tvåan Kroatien. Matchen slutade 1-1. Azerbajdzjan fick dock två mål bortdömda under matchen som var i offside-situation.

## Nations League
Under Azerbajdzjans första deltagande i Nations League 2018 spelade man i D-divisionen. Azerbajdzjan hamnade i en grupp med Färöarna, Malta, och Kosovo. Det blev en andraplats efter två segrar mot Färöarna, tre oavgjorda matcher, samt en bortaförlust mot Kosovo. Ursprungligen skulle man som tvåa ha stannat kvar i D-divisionen, men en systemändring ledde till att grupptvåorna (samt den bästa grupptrean) flyttades upp till C-divisionen.
Azerbajdzjan spelade nästa upplaga av Nations League i C-divisionen. Denna gång var det Montenegro, Cypern, och Luxemburg som stod för motståndet. Man slutade trea efter en seger och oavgjord mot Cypern samt en poäng mot vardera Luxemburg och Montenegro. Det innebär att man blir kvar i C-divisionen till kommande säsong, som ska spelas 2022.

## Spelare

### Nuvarande trupp
Följande spelare är uttagna till Nations League mot Sverige och Slovakien den 5 respektive 8 september 2024.
Antalet landskamper och mål är korrekta per den 11 juni 2024 efter matchen mot Kazakstan.
| Nr | Pos. | Namn               | Födelsedatum (ålder) | Matcher | Mål |              | Klubb          |
| -- | ---- | ------------------ | -------------------- | ------- | --- | ------------ | -------------- |
|    | MV   | Rza Jafarov        | 3 juli 2003          | 1       | 0   | Azerbajdzjan | Nefttji        |
|    | MV   | Yusif İmanov       | 27 mars 2002         | 1       | 0   | Azerbajdzjan | Sabah          |
|    | MV   | Mekhti Dzhenetov   | 26 januari 1992      | 1       | 0   | Azerbajdzjan | Sumgayit       |
|    |      |                    |                      |         |     |              |                |
|    | F    | Badavi Guseynov    | 11 juli 1991         | 71      | 1   | Azerbajdzjan | Qarabağ        |
|    | F    | Behlul Mustafazade | 27 februari 1997     | 30      | 1   | Azerbajdzjan | Qarabağ        |
|    | F    | Toral Bayramov     | 23 februari 2001     | 23      | 2   | Azerbajdzjan | Qarabağ        |
|    | F    | Elvin Cafarguliyev | 26 oktober 2000      | 21      | 1   | Azerbajdzjan | Qarabağ        |
|    | F    | Abbas Hüseynov     | 13 juni 1995         | 21      | 0   | Azerbajdzjan | Qarabağ        |
|    | F    | Rahil Mammadov     | 24 november 1995     | 18      | 0   | Polen        | Radomiak Radom |
|    | F    | Amin Seydiyev      | 15 november 1998     | 8       | 0   | Azerbajdzjan | Sabah          |
|    | F    | Şehriyar Aliyev    | 25 december 1992     | 2       | 0   | Azerbajdzjan | Turan Tovuz    |
|    |      |                    |                      |         |     |              |                |
|    | MF   | Emin Mahmudov      | 27 april 1992        | 49      | 14  | Azerbajdzjan | Nefttji        |
|    | MF   | Coşqun Diniyev     | 13 september 1995    | 23      | 0   | Turkiet      | Bandırmaspor   |
|    | MF   | Aleksey Isayev     | 9 november 1995      | 22      | 1   | Azerbajdzjan | Qarabağ        |
|    | MF   | Elvin Camalov      | 4 februari 1995      | 18      | 0   | Azerbajdzjan | Sabah          |
|    | MF   | Qismət Alıyev      | 24 oktober 1996      | 11      | 0   | Azerbajdzjan | Zira           |
|    | MF   | Ozan Kökçü         | 18 augusti 1998      | 7       | 0   | Finland      | HJK            |
|    | MF   | Emil Mustafayev    | 24 september 2001    | 4       | 0   | Ukraina      | Polissja       |
|    | MF   | Jeyhun Nuriyev     | 18 december 2001     | 4       | 0   | Azerbajdzjan | Zira           |
|    | MF   | Khayal Najafov     | 19 december 1997     | 2       | 0   | Azerbajdzjan | Turan Tovuz    |
|    |      |                    |                      |         |     |              |                |
|    | A    | Ramil Sheydayev    | 15 mars 1996         | 63      | 10  | Azerbajdzjan | Nefttji        |
|    | A    | Renat Dadashov     | 17 maj 1999          | 30      | 3   | Turkiet      | Ankaragücü     |
|    | A    | Rustam Akhmedzade  | 25 december 2000     | 8       | 0   | Azerbajdzjan | Zira           |
|    | A    | Nariman Akhundzade | 23 april 2004        | 1       | 0   | Azerbajdzjan | Qarabağ        |

## Tränare
- 1992–1993 Alekper Mamedov
- 1993–1994 Kazbek Tuadzjev
- 1994–1995 Agaselim Mirdzjavadov
- 1995–1997 Kazbek Dzjuadzjev
- 1997–1998 Vaqif Sagidov
- 1998–1999 Ahmed Aleskerov
- 2000–2001 Igor Ponomarjov
- 2002 Vaqif Sagidov
- 2003 Asker Abdulajev
- 2004–2005  Carlos Alberto Torres
- 2005 Vaqif Sagidov
- 2005–2007 Sjachin Dinijev
- 2007–2008  Gjoko Hadzievski
- 2008–2014  Berti Vogts
- 2014–2017  Robert Prosinečki
- 2018 Gurban Gurbanov
- 2019  Nikola Jurčević
- 2020–2023  Gianni De Biasi
- 2024–  Fernando Santos